# Serie animate televisive del 2008
Questa è la lista delle serie animate televisive trasmesse sulle reti televisive di tutto il mondo nel o dal 2008. Questa lista include anche le serie di cortometraggi come The Bugs Bunny Show.
| Titolo                                                         | Episodi | Paese di origine                                                  | Anno          | Canale 1ª app.                            | Note              |
| -------------------------------------------------------------- | ------- | ----------------------------------------------------------------- | ------------- | ----------------------------------------- | ----------------- |
| Marta il cane parlante                                         | 96      | Canada (bandiera) · Stati Uniti (bandiera) · Filippine (bandiera) | 2008–2014     |                                           |                   |
| Monster Buster Club                                            | 52      | Canada (bandiera) · Stati Uniti (bandiera)                        | 2008–2009     | Toon Disney                               |                   |
| Polli Kung Fu                                                  | 26      | Regno Unito (bandiera) · Canada (bandiera)                        | 2008–2010     | Cartoon Network                           |                   |
| I Saurini e i viaggi del meteorite nero                        | 104     | Italia (bandiera)                                                 | 2008–2016     | Rai 2, Rai Yoyo                           |                   |
| Big & Small                                                    | 52      | Canada (bandiera) · Regno Unito (bandiera)                        | 2008–2011     |                                           |                   |
| Poppets Town                                                   | 52      | Canada (bandiera) · Giappone (bandiera)                           | 2008–2009     |                                           |                   |
| Ni Hao, Kai-Lan                                                | 42      | Canada (bandiera) · Stati Uniti (bandiera)                        | 2008–2011     | Nickelodeon, Nick Jr. block, Treehouse TV | Flash             |
| Toot & Puddle                                                  | 26      | Canada (bandiera) · Stati Uniti (bandiera)                        | 2008–2010     | Noggin, Treehouse TV                      | Traditional       |
| Johnny Test                                                    | 117     | Canada (bandiera) · Stati Uniti (bandiera)                        | 2008–2015     | Cartoon Network, Teletoon                 | Flash             |
| I Famosi 5 - Casi misteriosi                                   | 26      | Francia (bandiera) · Regno Unito (bandiera)                       | 2008          |                                           |                   |
| Aia!                                                           | 26      | Italia (bandiera) · Francia (bandiera)                            | 2008          |                                           |                   |
| Gormiti, che miti                                              | 65      | Italia (bandiera) · Francia (bandiera)                            | 2008–2011     | Cartoon Network                           |                   |
| Ava Riko Teo                                                   | 65      | Corea del Sud (bandiera) · Francia (bandiera)                     | 2008          |                                           |                   |
| Cocomon                                                        | 52      | Corea del Sud (bandiera)                                          | 2008-2011     |                                           |                   |
| Animali meccanici                                              | 37      | Canada (bandiera)                                                 | 2008-2011     |                                           |                   |
| Best Ed                                                        | 26      | Canada (bandiera)                                                 | 2008-2009     |                                           |                   |
| Kid vs. Kat - Mai dire gatto                                   | 78      | Canada (bandiera)                                                 | 2008-2011     |                                           |                   |
| Punch!                                                         | 18      | Canada (bandiera)                                                 | 2008          |                                           | Inedito in Italia |
| C'era una volta... la Terra                                    | 26      | Francia (bandiera)                                                | 2008          |                                           |                   |
| Wakfu                                                          | 32      | Francia (bandiera)                                                | 2008-in corso | France 3                                  |                   |
| The Garfield Show                                              | 154     | Francia (bandiera)                                                | 2008-in corso |                                           |                   |
| 3rd & Birds - Via degli uccellini n. 3                         | 50      | Regno Unito (bandiera)                                            | 2008-2010     |                                           |                   |
| Chuggington                                                    | 104     | Regno Unito (bandiera)                                            | 2008-2017     |                                           |                   |
| A danza con Vanessa                                            | 12      | Italia (bandiera)                                                 | 2008          |                                           |                   |
| Amita della Giungla                                            | 26      | Italia (bandiera)                                                 | 2008          |                                           |                   |
| Antonio e la banda dei giardinetti                             | 13      | Italia (bandiera)                                                 | 2008          |                                           |                   |
| Bruno the Great                                                | 20      | Italia (bandiera)                                                 | 2008          |                                           |                   |
| Cattivik                                                       | 52      | Italia (bandiera)                                                 | 2008-2009     |                                           |                   |
| Le grandi avventure di Bert e Ernie                            | 26      | Italia (bandiera)                                                 | 2008          |                                           |                   |
| Claude                                                         | 52      | Germania (bandiera)                                               | 2008          |                                           |                   |
| Penguin no Mondai                                              | 100     | Giappone (bandiera)                                               | 2008–2010     |                                           | Inedito in Italia |
| Akaneiro ni somaru saka                                        | 12      | Giappone (bandiera)                                               | 2008          |                                           | Inedito in Italia |
| Allison to Lillia                                              | 26      | Giappone (bandiera)                                               | 2008          |                                           | Inedito in Italia |
| Antique Bakery                                                 | 12      | Giappone (bandiera)                                               | 2008          |                                           | Inedito in Italia |
| Aria the Origination                                           | 13      | Giappone (bandiera)                                               | 2008          |                                           | Pubblicato su DVD |
| Birdy the Mighty: Decode                                       | 13      | Giappone (bandiera)                                               | 2008          |                                           | Inedito in Italia |
| Black Butler - Il maggiordomo diabolico                        | 24      | Giappone (bandiera)                                               | 2008–2009     |                                           | Inedito in Italia |
| L'Immortale                                                    | 13      | Giappone (bandiera)                                               | 2008          |                                           | Inedito in Italia |
| Kyashan Sins                                                   | 24      | Giappone (bandiera)                                               | 2008–2009     |                                           |                   |
| Chaos;Head                                                     | 12      | Giappone (bandiera)                                               | 2008          |                                           | Inedito in Italia |
| Chi - Casa dolce casa                                          | 104     | Giappone (bandiera)                                               | 2008          |                                           |                   |
| CLANNAD 〜AFTER STORY〜                                        | 24      | Giappone (bandiera)                                               | 2008–2009     |                                           | Inedito in Italia |
| Code Geass: Lelouch of the Rebellion R2                        | 25      | Giappone (bandiera)                                               | 2008          |                                           |                   |
| Da Capo II Second Season                                       | 13      | Giappone (bandiera)                                               | 2008          |                                           | Inedito in Italia |
| ef - a tale of melodies                                        | 13      | Giappone (bandiera)                                               | 2008          |                                           | Inedito in Italia |
| Ga-Rei zero                                                    | 12      | Giappone (bandiera)                                               | 2008          |                                           | Inedito in Italia |
| Guslinger Girl -Il Teatrino-                                   | 13      | Giappone (bandiera)                                               | 2008          |                                           |                   |
| Hakushaku to yōsei                                             | 12      | Giappone (bandiera)                                               | 2008          |                                           | Inedito in Italia |
| Jigoku shōjo mitsuganae                                        | 26      | Giappone (bandiera)                                               | 2008–2009     |                                           | Inedito in Italia |
| Hidamari Sketch×365                                            | 16      | Giappone (bandiera)                                               | 2008          |                                           | Inedito in Italia |
| Hyakko                                                         | 13      | Giappone (bandiera)                                               | 2008          |                                           | Inedito in Italia |
| Inazuma Eleven - La squadra delle meraviglie                   | 127     | Giappone (bandiera)                                               | 2008–2011     |                                           |                   |
| Itazura na Kiss                                                | 25      | Giappone (bandiera)                                               | 2008          |                                           | Inedito in Italia |
| Junjō romantica                                                | 12      | Giappone (bandiera)                                               | 2008          |                                           | Inedito in Italia |
| Junjo Romantica 2                                              | 12      | Giappone (bandiera)                                               | 2008          |                                           | Inedito in Italia |
| Kaiba                                                          | 12      | Giappone (bandiera)                                               | 2008          |                                           | Inedito in Italia |
| Kamen no Maid Guy                                              | 12      | Giappone (bandiera)                                               | 2008          |                                           | Inedito in Italia |
| Kannagi: Crazy Shrine Maidens                                  | 14      | Giappone (bandiera)                                               | 2008          |                                           | Inedito in Italia |
| Kanokon                                                        | 12      | Giappone (bandiera)                                               | 2008          |                                           | Inedito in Italia |
| Kemeko Deluxe!                                                 | 12      | Giappone (bandiera)                                               | 2008          |                                           | Inedito in Italia |
| Kimi ga aruji de shitsuji ga ore de                            | 13      | Giappone (bandiera)                                               | 2008          |                                           | Inedito in Italia |
| Koihime musō                                                   | 12      | Giappone (bandiera)                                               | 2008          |                                           | Inedito in Italia |
| Kure-nai                                                       | 12      | Giappone (bandiera)                                               | 2008          |                                           | Inedito in Italia |
| Kurozuka                                                       | 12      | Giappone (bandiera)                                               | 2008          |                                           | Inedito in Italia |
| Ken il guerriero: la leggenda di Raoul il dominatore del cielo | 13      | Giappone (bandiera)                                               | 2008          |                                           |                   |
| Linebarrels of Iron                                            | 26      | Giappone (bandiera)                                               | 2008–2009     |                                           | Inedito in Italia |
| Macross Frontier                                               | 25      | Giappone (bandiera)                                               | 2008          |                                           | Inedito in Italia |
| Michiko e Hatchin                                              | 22      | Giappone (bandiera)                                               | 2008–2009     |                                           |                   |
| Minami-ke: Okawari                                             | 13      | Giappone (bandiera)                                               | 2008          |                                           | Inedito in Italia |
| Mnemosyne                                                      | 6       | Giappone (bandiera)                                               | 2008          |                                           | Inedito in Italia |
| Monochrome Factor                                              | 24      | Giappone (bandiera)                                               | 2008          |                                           | Inedito in Italia |
| Nabari                                                         | 26      | Giappone (bandiera)                                               | 2008          |                                           |                   |
| Natsume degli spiriti                                          | 13      | Giappone (bandiera)                                               | 2008          | TV Tokyo                                  | Inedito in Italia |
| Pipopa - I folletti del Web                                    | 51      | Giappone (bandiera)                                               | 2008–2009     |                                           |                   |
| Nodame Cantabile Paris hen                                     | 11      | Giappone (bandiera)                                               | 2008          |                                           | Inedito in Italia |
| Nogizaka Haruka no himitsu                                     | 12      | Giappone (bandiera)                                               | 2008          |                                           | Inedito in Italia |
| One Outs                                                       | 25      | Giappone (bandiera)                                               | 2008–2009     |                                           | Inedito in Italia |
| Wagaya no Oinari-sama.                                         | 24      | Giappone (bandiera)                                               | 2008          |                                           | Inedito in Italia |
| Persona: Trinity Soul                                          | 26      | Giappone (bandiera)                                               | 2008          |                                           | Inedito in Italia |
| Il lungo viaggio di Porfi                                      | 52      | Giappone (bandiera)                                               | 2008          |                                           |                   |
| Rosario + Vampire                                              | 13      | Giappone (bandiera)                                               | 2008          |                                           | Inedito in Italia |
| Special A                                                      | 24      | Giappone (bandiera)                                               | 2008          |                                           |                   |
| Sekirei                                                        | 12      | Giappone (bandiera)                                               | 2008          |                                           | Inedito in Italia |
| Skip Beat!                                                     | 25      | Giappone (bandiera)                                               | 2008–2009     |                                           | Inedito in Italia |
| Slayers Revolution                                             | 13      | Giappone (bandiera)                                               | 2008          | Hiro, Mediaset Italia 2                   |                   |
| Soul Eater                                                     | 51      | Giappone (bandiera)                                               | 2008–2009     |                                           |                   |
| Spice and Wolf                                                 | 13      | Giappone (bandiera)                                               | 2008          |                                           | Inedito in Italia |
| Stitch!                                                        | 24      | Giappone (bandiera)                                               | 2008–2011     |                                           |                   |
| Strike Witches                                                 | 12      | Giappone (bandiera)                                               | 2008          |                                           | Inedito in Italia |
| Sugarbunnies: Chocolat!                                        | 27      | Giappone (bandiera)                                               | 2008          |                                           |                   |
| Tales of the Abyss                                             | 26      | Giappone (bandiera)                                               | 2008–2009     |                                           | Inedito in Italia |
| Zero no tsukaima: Princess no Rondo                            | 12      | Giappone (bandiera)                                               | 2008          |                                           | Inedito in Italia |
| Druaga no Tō ~the Aegis of URUK~                               | 12      | Giappone (bandiera)                                               | 2008          |                                           | Inedito in Italia |
| To Love-Ru                                                     | 26      | Giappone (bandiera)                                               | 2008          |                                           | Inedito in Italia |
| A Certain Magical Index                                        | 24      | Giappone (bandiera)                                               | 2008–2009     |                                           |                   |
| Toradora!                                                      | 25      | Giappone (bandiera)                                               | 2008–2009     |                                           |                   |
| Toshokan sensō                                                 | 12      | Giappone (bandiera)                                               | 2008          |                                           | Inedito in Italia |
| True Tears                                                     | 1       | Giappone (bandiera)                                               | 2008          |                                           | Inedito in Italia |
| Ultraviolet: Code 044                                          | 12      | Giappone (bandiera)                                               | 2008          |                                           | Inedito in Italia |
| Vampire Knight                                                 | 13      | Giappone (bandiera)                                               | 2008          |                                           | Pubblicato su DVD |
| Vampire Knight Guilty                                          | 13      | Giappone (bandiera)                                               | 2008          |                                           | Pubblicato su DVD |
| Yu-Gi-Oh! 5D's                                                 | 154     | Giappone (bandiera)                                               | 2008–2011     | TV Tokyo                                  |                   |
| XxxHolic kei                                                   | 13      | Giappone (bandiera)                                               | 2008          |                                           | Inedito in Italia |
| Yes! Pretty Cure 5                                             | 48      | Giappone (bandiera)                                               | 2008–2009     |                                           |                   |
| Zettai karen children                                          | 51      | Giappone (bandiera)                                               | 2008–2009     |                                           | Inedito in Italia |
| Batman: The Brave and the Bold                                 | 55      | Stati Uniti (bandiera)                                            | 2008–2016     | Cartoon Network                           |                   |
| Ben 10 - Forza aliena                                          | 46      | Stati Uniti (bandiera)                                            | 2008–2010     | Cartoon Network                           |                   |
| Cars Toons                                                     | 15      | Stati Uniti (bandiera)                                            | 2008–2013     | Disney Channel                            |                   |
| Le meravigliose disavventure di Flapjack                       | 46      | Stati Uniti (bandiera)                                            | 2008–2010     | Cartoon Network                           |                   |
| La Grande B!                                                   | 40      | Stati Uniti (bandiera)                                            | 2008–2011     | Nickelodeon                               |                   |
| The Secret Saturdays                                           | 36      | Stati Uniti (bandiera)                                            | 2008–2010     | Cartoon Network                           | Inedito in Italia |
| The Spectacular Spider-Man                                     | 26      | Stati Uniti (bandiera)                                            | 2008–2009     | The CW4Kids                               |                   |
| Fur TV                                                         | 15      | Stati Uniti (bandiera)                                            | 2008–2009     |                                           |                   |
| I pinguini di Madagascar                                       | 142     | Stati Uniti (bandiera)                                            | 2008–2015     |                                           |                   |
| The Life & Times of Tim                                        | 30      | Stati Uniti (bandiera)                                            | 2008–2012     |                                           |                   |
| Superjail!                                                     | 40      | Stati Uniti (bandiera)                                            | 2008–2014     |                                           | Inedito in Italia |
| Star Wars: The Clone Wars                                      | 66      | Stati Uniti (bandiera)                                            | 2008–2016     | Cartoon Network                           |                   |
| Wolverine and the X-Men                                        | 26      | Stati Uniti (bandiera)                                            | 2009          | Nicktoons                                 |                   |